# Fajarda
Fajarda ist ein Ort und eine ehemalige Gemeinde (Freguesia) im portugiesischen Kreis Coruche. Die Gemeinde hatte 1841 Einwohner (Stand 30. Juni 2011).
Am 29. September 2013 wurden die Gemeinden Fajarda, Erra und Coruche zur neuen Gemeinde União das Freguesias de Coruche, Fajarda e Erra zusammengeschlossen.